# 17933 Haraguchi
17933 Haraguchi è un asteroide della fascia principale. Scoperto nel 1999, presenta un'orbita caratterizzata da un semiasse maggiore pari a 2,2314122 UA e da un'eccentricità di 0,1491222, inclinata di 5,40151° rispetto all'eclittica.